# مراسم ربانی

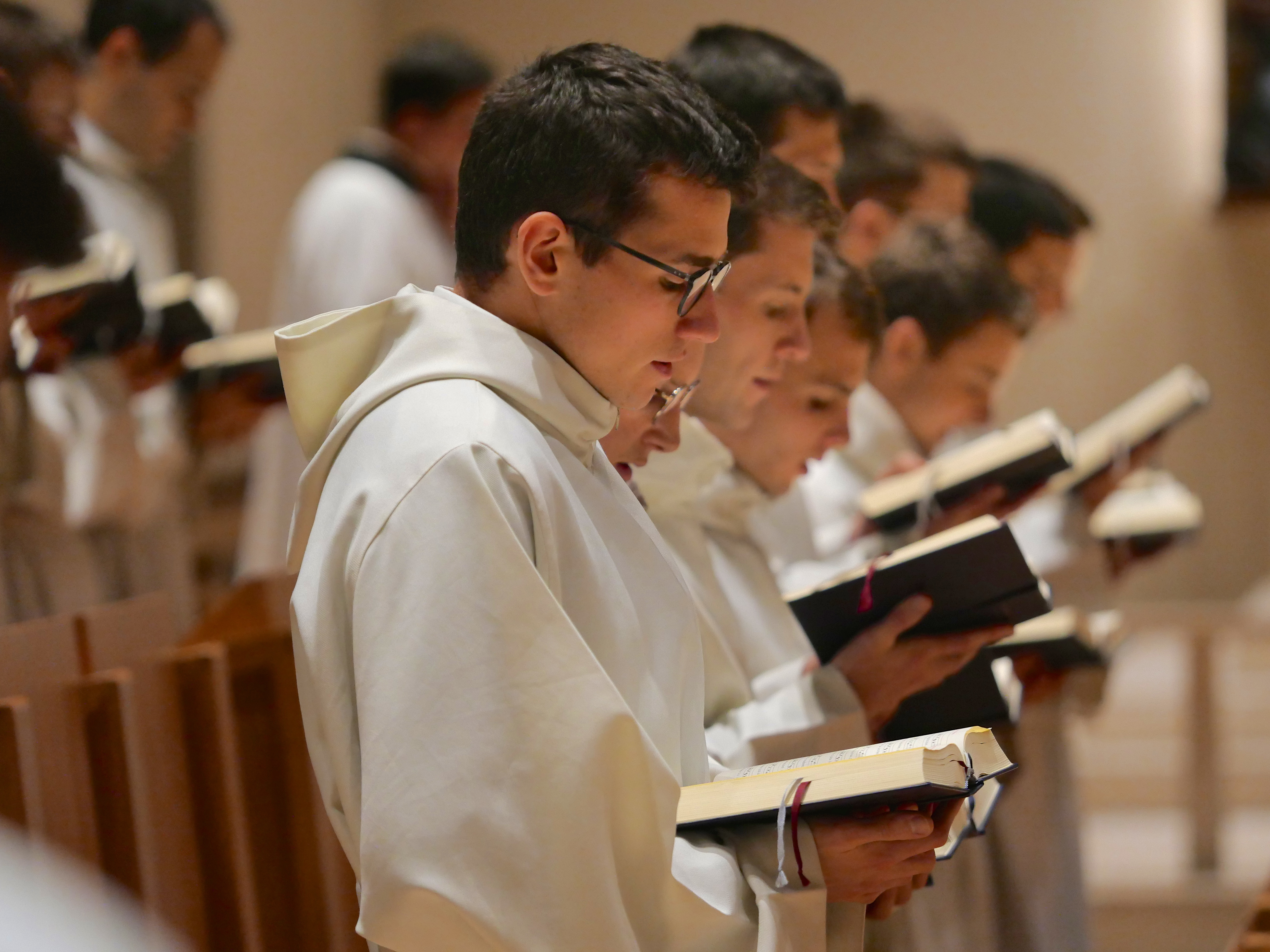
تصویری از یک مراسم ربانی

در کلیسای کاتولیک، به سرودها، دعاها و تلاوت‌هایی که در ساعات ویژه انجام می‌شود، مراسم ربانی (لاتین: Officium Divinum) یا نوبت‌های مناجات (لاتین: Liturgia Horarum) گفته می‌شود.
کلیسای کاتولیک برای هر نوبت از روز نیایش‌های ویژه‌ای را برای خواندن و تلاوت توسط روحانیون، راهبه‌ها، نهادهای مذهبی، و مردم عادی تجویز کرده‌است. این نیایش‌ها عمدتاً شامل ۱۵۰ بخش مزامیر می‌شود که به داوود پیامبر منتسب است و سرودهای روحانی نیز به عنوان مکمل در کنار آن‌ها افزوده می‌شود.
برای راهب‌ها، راهبه‌ها و روحانیونی که برای رسیدن به مقامات بالاتر کلیسایی آموزش می‌بینند مراسم ربانی جزو مراسم اجباری روزانه است.
مراسم ربانی به همراه عشای ربانی از دیرباز بخش‌های اصلی نیایش همگانی کلیسای مسیحی را تشکیل داده‌اند.